# Tesshō Genda
Tesshō Genda (玄田 哲章, Genda Tesshō), né Mitsuo Yokoi (横居 光雄, Yokoi Mitsuo) le 20 mai 1948 dans la préfecture d'Okayama, est un seiyū. Il travaille pour 81 Produce. Il fait également du doublage de films étrangers, et est la voix japonaise de nombreux acteurs de films d'actions (Sylvester Stallone, Arnold Schwarzenegger…). Il est notamment connu pour avoir doublé Kurama dans Naruto et Kaido dans One Piece

## Rôles

### Animation
- City Hunter : Umibōzu
- Dallos : Doug McCoy
- Dragon Ball : Shu
- Dragon Ball GT : Shu
- Naruto Shippuden : Kurama
- Saint Seiya : Aldebaran du Taureau
- Saint Seiya: Soul of Gold : Aldebaran du Taureau
- One Piece : Kaido aux cent bêtes
- Yū Yū Hakusho : Toguro
- Seven Deadly Sins : Roi des Démons

### Jeux vidéo
- Spikeout Digital Battle Online / Final Edition : White
- Fire Emblem Heroes : Múspell, Surtr

### Films d'animation
- Dragon Ball Z : Les Mercenaires de l'espace : Bojack
- Dragon Ball Z : Fusions : Janemba

### Doublages de films étrangers
- Arnold Schwarzenegger dans :
  - Conan le Barbare : Conan (version Asahi TV? 1989)
  - Conan le Destructeur : Conan (version Asahi TV)
  - Terminator : T-800 (versions DVD et Tokyo TV)
  - Commando : John Matrix (version Asahi TV, 1989)
  - Le Contrat : Mark Kaminsky (version Asahi TV, 1992)
  - Predator : Major Alan "Dutch" Schaefer (version Asahi TV)
  - Running Man : Ben Richards (versions Asahi TV et DVD)
  - Total Recall : Doug Quaid/ Hauser (version Asahi TV, 1992)
  - Terminator 2 : Le Jugement dernier : T-800 (versions Fuji TV, 1993 et édition DVD Extreme)
  - Last Action Hero : Jack Slater/ Arnold Schwarzenegger (versions Asahi TV et DVD/ VHS, 2001)
  - True Lies : Harry Tasker (version Fuji TV)
  - Batman et Robin : Mister Freeze (version Asahi TV, 2000)
  - Terminator 3 : Le Soulèvement des machines : T-850 (versions cinéma, DVD et TV

- Sylvester Stallone dans :
  - Rocky 3 : Rocky Balboa (version Nippon TV)
  - Rambo : John Rambo (version Nippon TV, 1999)
  - Over the Top : Le Bras de fer : Lincoln Hawk (version Fuji TV)
  - Rambo 3 : John Rambo (version Nippon TV)
  - Haute Sécurité : Frank Leone
  - Tango et Cash : Ray Tango (version DVD)
  - Arrête ou ma mère va tirer ! : Joe Bomowski
  - Cliffhanger : Gabe Walker (versions VHS/ DVD et Fuji TV)
  - Demolition Man : John Spartan (version DVD)
  - L'Expert : Ray Quick (version DVD)
  - Judge Dredd de Danny Cannon : Juge Joseph Dredd
  - Assassins : Robert Rath (versions DVD et Fuji TV)
  - Daylight : Kit Latura (version DVD/ VHS)
  - Copland : Sheriff Freddy Heflin
  - Fourmiz : Weaver
  - Get Carter : Jack Carter
  - Driven : Joe Tanto
  - Taxi 3 : Premier passager de Daniel

- Samuel L. Jackson dans :
  - Star Wars, épisode I : La Menace fantôme : Mace Windu
  - Star Wars, épisode II : L'Attaque des clones : Mace Windu
  - Star Wars, épisode III : La Revanche des Sith : Mace Windu
  - SWAT : Unité d'élite : Hondo Harrelson (version Nippon TV)

- Dan Aykroyd dans :
  - SOS Fantômes : Dr. Raymond Stantz (version DVD)
  - J'ai épousé une extra-terrestre : Steven Mills
  - SOS Fantômes 2 (Ghostbusters II) : Dr. Raymond Stantz (version DVD)

- Thomas F. Wilson dans : 
  - Retour vers le futur : Biff Tannen (version Asahi TV)
  - Retour vers le futur 2 : Biff Tannen (version Asahi TV)
  - Retour vers le futur 3 : Biff Tannen (version Asahi TV)

- Harrison Ford dans Indiana Jones et la Dernière Croisade : Henry "Indiana" Jones Jr. (version Fuji TV, 1993)
- Steve Martin dans La Petite Boutique des horreurs (film, 1986)
- Gérard Depardieu
- Steven Seagal
- Ludo dans Labyrinthe (film) (Ron Mueck)
- Président Schwarzenegger dans Les Simpson, le film (Harry Shearer)
- Batman dans Batman, la série animée (Kevin Conroy)